# Nicolas Schöffer
Nicolas Schöffer, en húngaro Schöffer Miklós, fue un escultor y artista plástico francés, nacido el 6 de diciembre de 1912 en Kalocsa, Hungría, y fallecido el 8 de enero de 1992 en París.